# Taxat-Senat
 Taxat-Senat  là một xã ở tỉnh Allier thuộc miền trung nước Pháp.